# Delphyne Burlet
Delphyne Burlet, przez pewien czas nosiła nazwisko Heymann-Burlet (ur. 24 listopada 1966 w Chamonix) – francuska biathlonistka, brązowa medalistka igrzysk olimpijskich i trzykrotna medalistka mistrzostw świata.

## Kariera
W Pucharze Świata zadebiutowała 19 grudnia 1991 roku w Hochfilzen, zajmując 32. miejsce w biegu indywidualnym. Pierwsze punkty (w sezonach 1984/1985-1999/2000 punktowało 25. najlepszych zawodniczek) wywalczyła 18 stycznia 1992 roku w Ruhpolding, gdzie w sprincie zajęła 25. miejsce. Pierwszy raz na podium zawodów pucharowych stanęła 12 marca 1992 roku w Fagernes, kończąc rywalizację w sprincie na drugiej pozycji. W zawodach tych rozdzieliła Rosjankę Anfisę Riezcową i Niemkę Petrę Behle. W kolejnych startach jeszcze 3 razy stawała na podium: 20 marca 1993 roku w Kontiolahti była trzecia w sprincie, 21 stycznia 2001 roku w Anterselvie zajęła drugie miejsce w biegu masowym, a 7 marca 2001 roku w Lake Placid ponownie była trzecia w sprincie. Najlepsze wyniki osiągnęła w sezonie 1992/1993, kiedy była szósta w klasyfikacji generalnej.
Podczas mistrzostw świata w Borowcu w 1993 roku wspólnie z Nathalie Beausire, Anne Briand i Corinne Niogret wywalczyła złoty medal w biegu drużynowym. Parę dni później razem z Briand, Niogret i Véronique Claudel zdobyła srebrny medal w sztafecie. Na tej samej imprezie była też piąta w biegu indywidualnym i sprincie. Na rozgrywanych sześć lat później mistrzostwach świata w Kontiolahti/Oslo reprezentacja Francji w składzie: Delphyne Burlet, Florence Baverel-Robert, Christelle Gros i Corinne Niogret zdobyła brązowy medal w sztafecie.
W 1992 roku wystąpiła na igrzyskach olimpijskich w Albertville w 1992 roku, gdzie była szósta w biegu indywidualnym i dziewiąta w sprincie. Na rozgrywanych dwa lata później igrzyskach w Lillehammer wywalczyła brązowy medal w sztafecie, startując razem z Briand, Claudel i Niogret. W biegu indywidualnym była jedenasta, a w sprincie nie wystąpiła. Brała też udział igrzyskach w Salt Lake City w 2002 roku, zajmując 26. miejsce w biegu indywidualnym, 23. w sprincie, 33. w biegu pościgowym oraz dziewiąte w sztafecie.
Jej mężem był niemiecki biathlonista Andreas Heymann, jednak rozwiedli się.

## Osiągnięcia

### Igrzyska olimpijskie
| Rok  | Miejscowość    | Konkurencje | Konkurencje | Konkurencje | Konkurencje | Konkurencje | Konkurencje | Konkurencje |
| Rok  | Miejscowość    | IN          | SP          | PU          | MS          | RL          | MR          | SR          |
| ---- | -------------- | ----------- | ----------- | ----------- | ----------- | ----------- | ----------- | ----------- |
| 1992 | Albertville    | 6.          | 9.          | nd.         | nd.         | –           | nd.         | –           |
| 1994 | Lillehammer    | 11.         | –           | nd.         | nd.         | 3.          | nd.         | –           |
| 2002 | Salt Lake City | 26.         | 23.         | 33.         | nd.         | 9.          | nd.         | –           |

### Mistrzostwa świata
| Rok  | Miejscowość         | Konkurencje | Konkurencje | Konkurencje | Konkurencje | Konkurencje | Konkurencje | Konkurencje |
| Rok  | Miejscowość         | IN          | SP          | PU          | MS          | RL          | MR          | SR          |
| ---- | ------------------- | ----------- | ----------- | ----------- | ----------- | ----------- | ----------- | ----------- |
| 1993 | Borowec             | 5.          | 5.          | nd.         | nd.         | 2.          | nd.         | –           |
| 1997 | Osrblie             | 9.          | –           | –           | nd.         | 4.          | nd.         | –           |
| 1998 | Pokljuka/Hochfilzen | nd.         | nd.         | –           | nd.         | nd.         | nd.         | –           |
| 1999 | Kontiolahti/Oslo    | 16.         | 5.          | 23.         | DNF         | 3.          | nd.         | –           |
| 2000 | Oslo/Lahti          | 24.         | 51.         | 41.         | 3.          | 4.          | nd.         | –           |
| 2001 | Pokljuka            | 36.         | 9.          | 6.          | 9.          | 5.          | nd.         | –           |
| 2002 | Oslo                | nd.         | nd.         | nd.         | 19.         | nd.         | nd.         | –           |

### Puchar Świata

#### Miejsca w klasyfikacji generalnej
| Sezon     | Miejsce |
| --------- | ------- |
| 1991/1992 | 13.     |
| 1992/1993 | 6.      |
| 1993/1994 | 34.     |
| 1994/1995 | 35.     |
| 1996/1997 | 31.     |
| 1997/1998 | 51.     |
| 1998/1999 | 23.     |
| 1999/2000 | 26.     |
| 2000/2001 | 11.     |
| 2001/2002 | 28.     |

#### Miejsca na podium chronologicznie
| Lp. | Dzień       | Rok  | Miejscowość | Konkurencja            | Lokata | Pudła   | Czas biegu | Strata | Zwycięzca       |
| --- | ----------- | ---- | ----------- | ---------------------- | ------ | ------- | ---------- | ------ | --------------- |
| 1.  | 12 marca    | 1992 | Fagernes    | Sprint na 7,5 km       | 2.     | 0+1     | 27:20,0    | +13,0  | Anfisa Riezcowa |
| 2.  | 20 marca    | 1993 | Kontiolahti | Sprint na 7,5 km       | 3.     | 1+0     | 23:19,5    | +30,7  | Anfisa Riezcowa |
| 3.  | 21 stycznia | 2001 | Anterselva  | Bieg masowy na 12,5 km | 2.     | 1+0+1+0 | 39:49,1    | +4,3   | Corinne Niogret |
| 4.  | 7 marca     | 2001 | Lake Placid | Sprint na 7,5 km       | 3.     | 0+0     | 26:17,8    | +15,2  | Kati Wilhelm    |